# La Drôme Classic
Das Straßenradrennen La Drôme Classic ist ein Eintagesrennen im französischen Département Drôme. 
Erstmals sollte es 2013 ausgetragen werden, aber der Schnee sorgte für eine Absage.
Das Rennen ist Teil der UCI Europe Tour und ist dort in der UCI-Kategorie 1.1 eingestuft. 

## Sieger
| Jahr               | Sieger             | Zweiter            | Dritter               |
| ------------------ | ------------------ | ------------------ | --------------------- |
| 2013 : ausgefallen |                    |                    |                       |
| 2014               | Romain Bardet      | Sébastien Delfosse | Gianni Meersman       |
| 2015               | Samuel Dumoulin    | Fabio Felline      | Sébastien Delfosse    |
| 2016               | Petr Vakoč         | Jan Bakelants      | Arthur Vichot         |
| 2017               | Sébastien Delfosse | Arthur Vichot      | Jan Bakelants         |
| 2018               | Lilian Calmejane   | Jhonatan Narváez   | Bob Jungels           |
| 2019               | Alexis Vuillermoz  | Valentin Madouas   | Warren Barguil        |
| 2020               | Simon Clarke       | Warren Barguil     | Vincenzo Nibali       |
| 2021               | Andrea Bagioli     | Daryl Impey        | Mikkel Frølich Honoré |
| 2022               | Jonas Vingegaard   | Guillaume Martin   | Benoît Cosnefroy      |
| 2023               | Anthony Perez      | Rui Costa          | Andrea Bagioli        |
| 2024               | Marc Hirschi       | Juan Ayuso         | Maxim Van Gils        |
| 2025               | Juan Ayuso         | Mattias Skjelmose  | Ben Tulett            |